# لینیانو ریویه‌را
لینیانو ریویه‌را (به ایتالیایی: Lignano Riviera) یک منطقهٔ مسکونی در ایتالیا است که در لینیانو سابیادورو واقع شده‌است. لینیانو ریویه‌را ۲ متر بالاتر از سطح دریا واقع شده‌است.